# Mesnil-Saint-Loup

Mesnil-Saint-Loup este o comună în departamentul Aube din nord-estul Franței. În 1 ianuarie 2022 avea o populație de 583 de locuitori.